# 4377 Koremori
4377 Koremori è un asteroide della fascia principale. Scoperto nel 1987, presenta un'orbita caratterizzata da un semiasse maggiore pari a 2,3762639 UA e da un'eccentricità di 0,0736454, inclinata di 2,59664° rispetto all'eclittica.